# Frithjof Andersen
Frithjof Andersen (n. 5 aprilie 1893, Christiania, Suedia-Norvegia – d. 24 iulie 1975, Oslo, Norvegia) a fost un luptător ce a reprezentat Norvegia, medaliat olimpic. A participat la o ediție a Jocurilor Olimpice (1920) în care a câștigat o medalie de bronz.

## Participări
Lista de mai jos prezintă principalele competiții la care a participat Frithjof Andersen de-a lungul carierei.
- wrestling at the 1920 Summer Olympics – men's Greco-Roman lightweight[*]